# Брусник (притока Горнаду)
Брусник (словац. Brusník) — річка в Словаччині, ліва притока Горнаду, протікає в окрузі  Списька Нова Весь.
Довжина — 16 км. Витік знаходиться в масиві Горнадська улоговина — на висоті 560 метрів. Протікає територією сіл Летановці і Сміжани та міста Списька Нова Весь.
Впадає в Горнад на висоті 445 метрів.